# رقيب أول (بحرية)
رقيب أول هو ضابط صف كبير في العديد من القوات البحرية وخفر السواحل.

## كندا

رقيب أول في البحرية الملكية الكندية

يشير «رقيب أول» إلى رتبتين في البحرية الملكية الكندية. كبير الضباط الصغار من الدرجة الثانية (CPO2) ما يعادل ضابط صف رئيسي في الجيش والقوات الجوية، وضابط الصف الأول من الدرجة الثانية (CPO1) أي ما يعادل كبير ضباط الصف في الجيش والقوات الجوية.

## أستراليا
«رقيب أول» هو ثاني أعلى رتبة (رتب الجنود من الادنى غلى الاعلى) في البحرية الملكية الأسترالية.

## المملكة المتحدة
في القوات البحرية الملكية، تأتي رتبة رقيب أول أعلى من رتبة الرقيب.